# Tideo

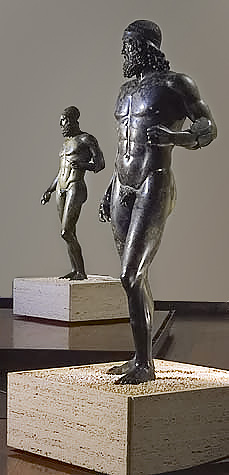
Los Bronces de Riace. Se cree que la figura en primer plano representa a Tideo.

En la mitología griega Tideo (en griego antiguo: Τυδεύς, Tydeús) es un héroe etolio destacado en el ciclo de los siete contra Tebas. 
Aparece mencionado con frecuencia como Tidida, patronímico de su hijo Diomedes, uno de los héroes de la guerra de Troya. También es común citar a Tideo como un experto conductor de carros. Debido a su valor en el combate, contaba con el apoyo de la diosa Atenea.
Tideo es un héroe especialmente trágico, y aparece en las obras Los siete contra Tebas de Esquilo y Las fenicias de Eurípides. 

## Abolengo y familia
Tideo era, por abolengo, descendiente del héroe epónimo Etolo. El padre de Tideo era Eneo, rey de Calidón. Tras la muerte de su primera esposa Altea, Eneo convino en desposarse con la esclava Peribea, hija de Hipónoo. De ambos nació Tideo. Pisandro, no obstante, dice que Tideo nació de la unión incestuosa entre Gorge y Eneo, pues este se había enamorado de su propia hija por designio de Zeus.  A Tideo se le asocia un hermano, ora Olenias,  ora Menalipo, a quien Tideo mató durante una cacería.
En cuanto a su descendencia, Tideo se desposó con Deípile, hija de Adrasto, y Diomedes fue su hijo.  Autores tardíos dicen que la hija de Tideo era Cometo y esta engendró a Cianipo con Egialeo.

## Destierro a Argos
Cuando Tideo se hizo hombre vigoroso sufrió destierro por matar, según algunos, a su tío Alcátoo, aunque el autor de la Alcmeónida dice que sus víctimas fueron los hijos de su tío Melas, que habían conspirado contra Eneo. Ferécides, en cambio, dice que a quien mató fue a su hermano Olenias. Sea lo que fuere Tideo, acusado por su tío Agrio, huyó a Argos ante Adrasto. Hesíodo dice que Tideo dio muerte a sus hermanos paternos porque trataban de arrebatar el honor de Eneo.
En su destierro llegó a Argos, donde tuvo una disputa con Polinices. El rey de Argos, Adrasto, había recibido un oráculo que decía que tenía que casar a sus hijas con un león y un jabalí así que, tras enterarse de la disputa, interpretó que Tideo y Polinices eran el león y el jabalí, debido a que llevaban esos animales grabados en sus escudos,  o según otras fuentes a que la disputa había sido por la posesión de dos pieles de estos animales.  El rey Adrasto detuvo la disputa, y casó a sus hijas con ellos —Deípile con Tideo y Argía con Polinices—. A Tideo le prometió participar en la lucha para conseguir para él el trono de Calidón, si bien antes debía prestar su ayuda para que Polinices recuperara el trono de Tebas, entonces en manos de Etéocles, hermano de Polinices, ambos hijos de Edipo.

## Asedio a Tebas
Fue entonces cuando Adrasto organizó un ejército con siete caudillos y se apresuró a marchar sobre Tebas. Tideo y Polinices se contaban entre los siete caudillos, no obstante algunos no los enumeran, incluyendo en su lugar a Etéoclo y Mecisteo.  Primero llegaron a Nemea, donde reinaba Licurgo. Tras la muerte de Ofeltes, hijo de Licurgo, instauraron los Juegos Nemeos en donde Tideo ganó en una competición de pugilato.
Al llegar al Citerón enviaron a Tideo para que dijera a Etéocles que debía ceder el trono a Polinices, según lo convenido. Visto que Etéocles no hacía caso, Tideo puso a prueba a los tebanos desafiándolos a combates singulares y salió vencedor en todos. A su regreso cincuenta guerreros armados le tendieron una emboscada, pero él mató a todos, excepto a Meón, y luego volvió al campamento.
Posteriormente el ejército de Argos sitió Tebas, pero fracasó en su intento de conquistarla. Los argivos armados se acercaron a las murallas y, como había siete puertas, Tideo se situó en en la puerta Crénida o la puerta Preto según Esquilo. Los argivos, viendo la derrota, se dieron a la fuga. En el fragor de la batalla Melanipo, el único hijo superviviente de Ástaco, hirió en el vientre a Tideo. Cuando éste yacía moribundo, Atenea le llevó un remedio que había obtenido de Zeus, con el cual intentaba hacerlo inmortal. Pero Anfiarao, que odiaba a Tideo porque en contra de su deseo había persuadido a los argivos a marchar contra Tebas, al darse cuenta de la intención de la diosa, cortó la cabeza de Melanipo y se la llevó a Tideo quien, aunque herido, lo había matado. Tideo la abrió y se tragó los sesos. Al ver esto Atenea, asqueada, desistió de su buena acción y lo aborreció. Tideo, herido por Melanipo y sin asistencia divina, murió en el campo de batalla.

## Menciones ulteriores

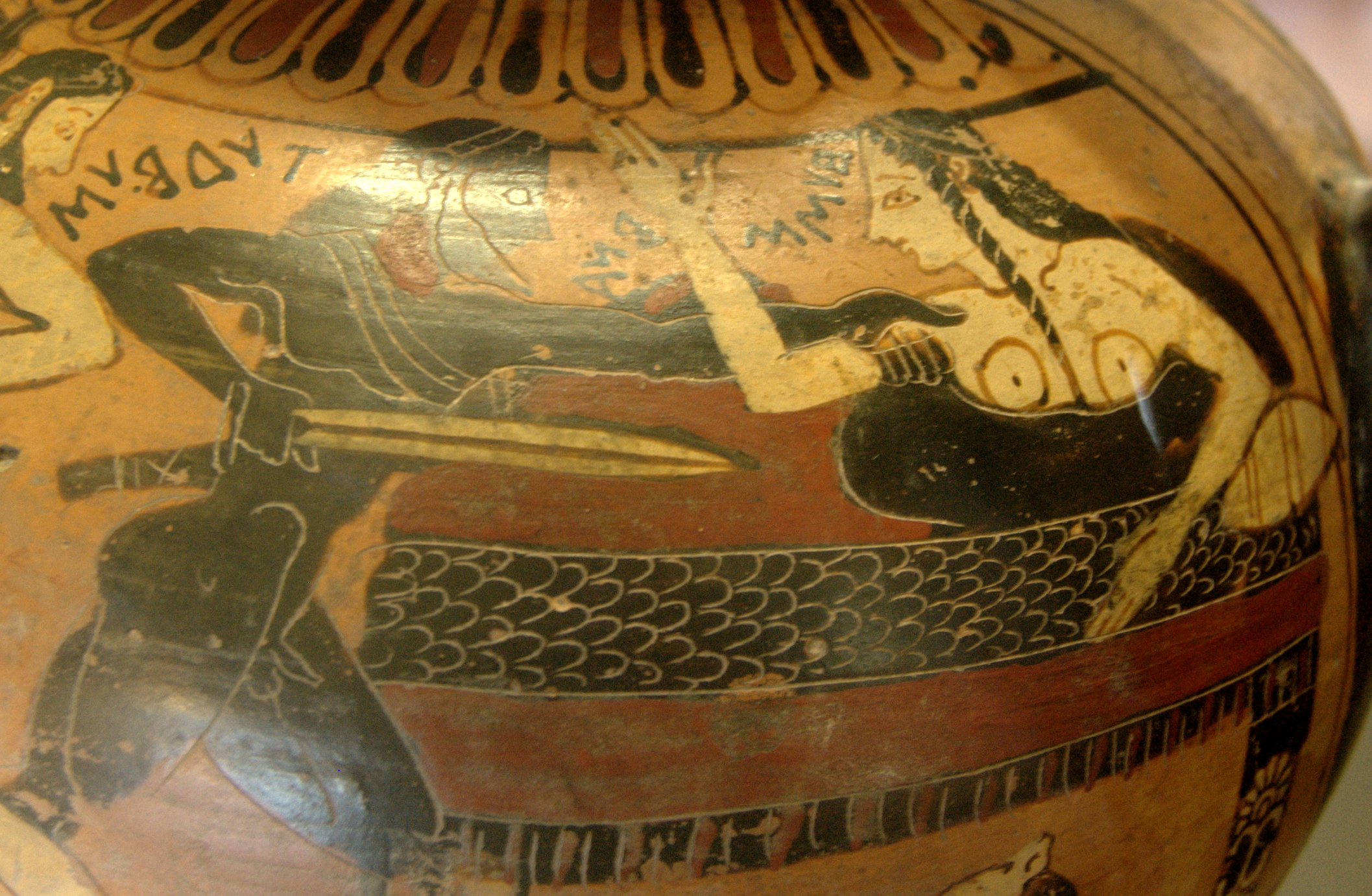
Ánfora corintia de figuras negras: Tideo e Ismene. Ca. 560 a. C. Museo del Louvre.

Tideo aparece mencionado varias veces en la Ilíada. Una de las menciones más notables se encuentra en el Libro IV, donde Agamenón recuerda a Diomedes las hazañas de su padre Tideo. 
Tideo es nombrado por Valerio Flaco en el catálogo de Argonautas que ofrece en su obra sobre ellos. Se cree que uno de los bronces de Riace, famosa pareja de estatuas de bronce del siglo V a. C. halladas en 1972, representa a Tideo.
El poeta Mimnermo atribuye a Tideo el asesinato de Ismene, hermana de Polinices. Ningún otro escritor clásico menciona la historia, pero la escena está representada en un ánfora corintia de figuras negras del siglo VI a. C., conservada en el Louvre. 